# صندوق نفت نروژ
صندوق بازنشستگی دولتی نروژ (نروژی: Statens pensjonsfond) یا صندوق نفت نروژ شامل سه صندوق ثروت مستقل کاملاً مجزا است که متعلق به دولت نروژ است.
صندوق بازنشستگی دولتی جهانی (Government Pension Fund Global) که به عنوان صندوق نفت نیز شناخته می‌شود، در سال ۱۹۹۰ برای سرمایه‌گذاری درآمدهای مازاد بخش نفت نروژ تأسیس شد. این صندوق بیش از ۱٫۱۹ تریلیون دلار دارایی دارد، و ۱٫۴ درصد از کل شرکت‌های فهرست شده را در اختیار دارد، که آن را در زمره بزرگ‌ترین صندوق‌های ثروت دولتی جهان قرار می‌دهد. در دسامبر ۲۰۲۱، این صندوق حدود ۲۵۰۰۰۰ دلار به ازای هر شهروند نروژی ارزش داشت. همچنین دارای پرتفولیویی از املاک و مستغلات و سرمایه‌گذاری‌های با درآمد ثابت است. بسیاری از شرکت‌ها به دلایل اخلاقی توسط صندوق کنار گذاشته می‌شوند.
صندوق بازنشستگی دولتی نروژ (The Government Pension Fund Norway) که کوچکتر از بخش جهانی است و در سال ۱۹۶۷ به عنوان یک نوع صندوق بیمه ملی تأسیس شد. این صندوق به‌طور جداگانه از صندوق نفت مدیریت می‌شود و به سرمایه‌گذاری‌های داخلی و شمال اروپا محدود می‌شود و بنابراین سهامدار کلیدی بسیاری از شرکت‌های بزرگ نروژی است که عمدتاً از طریق بورس اوراق بهادار اسلو انجام می‌شود.

## صندوق بازنشستگی دولتی جهانی
صندوق بازنشستگی دولتی جهانی (نروژی: Statens pensjonsfond Utland , SPU) صندوقی است که مازاد ثروت تولید شده توسط درآمد نفت نروژ به آن سپرده می‌شود. نام آن در ژانویه ۲۰۰۶ از صندوق نفت نروژ تغییر کرد. این صندوق معمولاً به عنوان صندوق نفت (Oljefondet).
هدف این صندوق سرمایه‌گذاری بخش‌هایی از مازاد تولید شده توسط بخش نفت نروژ است که عمدتاً از محل مالیات شرکت‌ها و همچنین پرداخت مجوز برای اکتشاف نفت و همچنین سود مالی مستقیم دولت و همچنین سود سهام شرکت اکینور (شرکت نفت نروژ) است که بخشی از آن متعلق به دولت است. درآمد فعلی از بخش نفت تخمین زده می‌شود که در دوره اوج خود باشد و در دهه‌های آینده کاهش یابد. صندوق نفت در سال ۱۹۹۰ پس از تصمیم قانونگذار کشور نروژ برای مقابله با اثرات کاهش درآمد آتی و هموارسازی اثرات مخرب ناشی از نوسان شدید قیمت نفت، تأسیس شد.
همان‌طور که از نام آن پیداست، صندوق بازنشستگی دولتی جهانی (Government Pension Fund Global) در بازارهای مالی بین‌المللی سرمایه‌گذاری می‌شود، بنابراین ریسک آن از اقتصاد نروژ مستقل است. در بیش از ۹۱۲۳ شرکت در ۷۳ کشور با این صندوق سرمایه‌گذاری شده‌است (۲۰۲۱). در ۲۵ اکتبر ۲۰۱۹، طبق وب سایت رسمی صندوق، ارزش این صندوق به ۱۰۰۰۰ میلیارد کرون رسید.

### تاریخچه
نروژ از زمان توسعه منابع هیدروکربنی خود در دهه ۷۰، مازاد اقتصادی را تجربه کرده‌است. این واقعیت، به علاوه تمایل نروژ به کاهش نوسانات ناشی از تغییرات قیمت نفت، باعث برانگیختن انگیزه ایجاد صندوق نفت نروژ، که اکنون صندوق بازنشستگی دولتی-جهانی (GPF-G) است، شد. بی‌ثباتی قیمت نفت از زمان شروع رونق نفت، به ویژه در دهه‌های پس از اولین شوک‌های نفتی در دهه ۱۹۷۰، یک نگرانی دائمی برای کشورهای وابسته به نفت بوده‌است. از آنجایی که تولید ناخالص داخلی واقعی کشورهای صادرکننده نفت با قیمت نفت مرتبط است، هدف این صادرکنندگان تثبیت الگوی مصرف نفت بوده‌است و بسیاری از این کشورهای صادرکننده، صندوق‌های ثروت دولتی را به عنوان یک ابزار سیاستی مؤثر برای دستیابی به این نتیجه معرفی کردند. استفاده از GPF-G مطابق با روندهای اقتصاد جهانی، به ویژه الگوهای سرمایه‌گذاری بوده‌است. سرمایه‌گذاری بین‌المللی با سرعت قابل توجهی بالاتر از تولید ناخالص داخلی جهانی یا تجارت جهانی کالا و خدمات افزایش یافته‌است و طی دوره ای که دو معیار قبلی به ترتیب ۵۳ و ۹۳ درصد افزایش یافته، ۱۷۵ درصد افزایش یافته‌است.

### مدیریت و اندازه

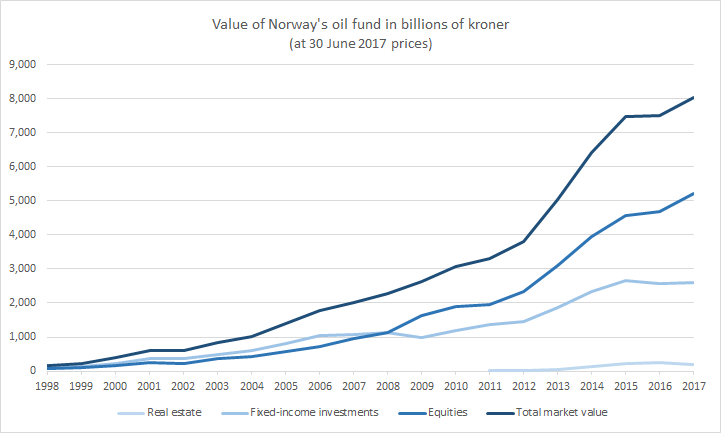
ارزش صندوق نفت به میلیاردها کرون (قیمت‌های ژوئن ۲۰۱۷)

صندوق داخلی، صندوق بازنشستگی دولتی نروژ، توسط Folketrygdfondet مدیریت می‌شود. صندوق سرمایه‌گذاری جهانی توسط مدیریت سرمایه‌گذاری Norges Bank (NBIM)، بخشی از بانک مرکزی نروژ به نمایندگی از وزارت دارایی اداره می‌شود. این بزرگ‌ترین صندوق بازنشستگی در اروپا و بزرگتر از صندوق بازنشستگی کارکنان عمومی کالیفرنیا (CalPERS) است که یکی از بزرگ‌ترین صندوق‌های بازنشستگی در ایالات متحده است.
در تابستان ۲۰۱۱، این صندوق بزرگ‌ترین صندوق بازنشستگی در جهان بود، اما به معنای متعارف صندوق بازنشستگی نیست، زیرا پشتوانه مالی خود را از سود نفت و نه از سهم بازنشستگی به دست می‌آورد. در سپتامبر ۲۰۱۷، ارزش این صندوق برای اولین بار از ۱ تریلیون دلار آمریکا فراتر رفت، که به معنای سیزده برابر افزایش از سال ۲۰۰۲ است. با جمعیت ۵٫۲ میلیون نفر، ارزش این صندوق به ازای هر شهروند نروژی ۱۹۲۳۰۷ دلار بود. از این دارایی‌ها، ۶۵٪ سهام (که ۱٫۳٪ از بازارهای سهام جهانی را به خود اختصاص می‌دهد) و بقیه دارایی‌ها و سرمایه‌گذاری‌های با درآمد ثابت بودند. نروژ می‌تواند سالانه حداکثر ۳ درصد از ارزش صندوق را برداشت کند. اولین خروج در تاریخ آن در سال ۲۰۱۶ انجام شد در یک کاغذ سفید پارلمانی در آوریل ۲۰۱۱، وزارت دارایی نروژ پیش‌بینی کرد که ارزش این صندوق تا پایان سال ۲۰۱۹ به ۱ تریلیون دلار برسد. بر اساس این پیش‌بینی، بدترین سناریو برای ارزش صندوق در سال ۲۰۳۰، مقدار ۴۵۵ میلیارد دلار پیش‌بینی شده بود، و بهترین سناریو ۳٫۳ تریلیون دلار پیش‌بینی شده بود. با داشتن ۲٫۳۳ درصد از سهام اروپا، این صندوق بزرگ‌ترین مالک سهام در اروپا است.
در سال ۱۹۹۸ این صندوق مجاز به سرمایه‌گذاری تا ۴۰ درصد از پرتفولیوی خود در بازار سهام بین‌المللی شد. در ژوئن ۲۰۰۹، این وزارتخانه تصمیم گرفت سهم سهام را به ۶۰ درصد افزایش دهد. در می ۲۰۱۴، رئیس کل بانک مرکزی پیشنهاد افزایش نرخ به ۷۰ درصد را مطرح کرد. دولت نروژ برنامه‌ریزی کرد که از سال ۲۰۱۰ تا ۵ درصد از صندوق باید در املاک و مستغلات سرمایه‌گذاری شود. در گزارشی که گروه پارتنرز سوئیس برای وزارت دارایی نروژ نوشت، سیاست خاصی برای سرمایه‌گذاری در املاک پیشنهاد شد.
صندوق ثروت دولتی نروژ (Norway's sovereign wealth fund) در حال برداشتن گام‌هایی برای فعال تر شدن در مدیریت شرکت است. در سه‌ماهه دوم سال ۲۰۱۳، صندوق دولتی در ۶۰۷۸ مجمع عمومی و همچنین ۲۳۹ پیشنهاد سهامداران در مورد مسائل زیست‌محیطی و اجتماعی رای داد. صندوق بازنشستگی دولتی نروژ جهانی (GPFG) این پتانسیل را دارد که بر بازار حاکمیت شرکتی در اروپا و احتمالاً چین نیز تأثیر زیادی بگذارد. همچنین در تلاش برای کاهش دستمزد مدیران فعال شده‌است.

## رابطه با حاکمیت
ظهور جهانی شدن به عنوان نظام سیاسی-اقتصادی غالب چندین اثر کلیدی بر دولت‌ها، به ویژه در رابطه با وابستگی متقابل و حاکمیت داشته‌است. فرسایش ساختارهای کاملاً مستقل اجتماعی-اقتصادی سؤالات جدیدی را در مورد نقش دولت و توانایی آن در طرح حاکمیت خود بر مجموعه‌ای از نظام‌های اقتصادی جهانی برانگیخته است که از نظر قانونی و عملی برای اکثر دولت‌ها تا حد زیادی دور از دسترس به نظر می‌رسد. صندوق‌های ثروت دولتی ذاتاً یک نوع ابزار سرمایه‌گذاری ملی گرایانه هستند و پتانسیلی برای استفاده از آنها به عنوان نیروی کاهش‌دهنده نیروهای فراملی جهانی شدن وجود دارد. مسئله این است که چنین اقداماتی ممکن است منجر به افزایش کلی حمایت گرایی شود زیرا کشورها تلاش می‌کنند کنترل اقتصاد خود را از نیروهای خارجی پس بگیرند، نتیجه ای که اکثر سازمان‌های اقتصادی بین دولتی مانند صندوق بین‌المللی پول دوست دارند از آن اجتناب کنند. برخی از مفسران، مانند پروفسور گوردون ال. کلارک از دانشگاه آکسفورد، در مورد ملاحظات غیرانتفاعی که انگیزه اعمال GPF-G را ایجاد می‌کند، ابراز نگرانی می‌کنند، به ویژه در رابطه با نگرانی‌های اخلاقی آن و اینکه چگونه این ملاحظات ممکن است به عنوان ابزاری برای اعمال استانداردهای نروژی بر شرکت‌های خارجی استفاده شود. از سوی دیگر، OECD اعلام کرده‌است که صندوق‌های ثروت دولتی به دلیل توانایی آنها در تأمین سرمایه در زمان بدبینی سرمایه گذاران داخلی، تأثیر تثبیت کننده ای بر بازارهای بین‌المللی داشته‌اند. OECD اقداماتی را برای به حداقل رساندن احتمالات حمایت‌گرایی اقتصادی با ایجاد پروژه آزادی سرمایه‌گذاری انجام داده‌است، جایی که کشورهای شرکت‌کننده بر روی مجموعه‌هایی از اصولی که به دنبال افزایش شفافیت و سرمایه‌گذاری فراملی هستند، توافق می‌کنند، و در عین حال به کشورها توصیه می‌کنند که چگونه به بهترین نحو با مسائل سرمایه‌گذاری خارجی در حوزه امنیت ملی رسیدگی کنند.

### مناظره
در نتیجه اندازه بزرگ صندوق نسبت به تعداد کم افراد ساکن در نروژ (۵٫۲ میلیون نفر در سال ۲۰۱۷)، صندوق نفت به یک موضوع سیاسی داغ تبدیل شده‌است که سه موضوع اصلی بر آن حاکم است:
- آیا بهتر است کشور درآمدهای نفتی بیشتری را برای بودجه دولتی استفاده کند به جای پس‌انداز این بودجه برای آینده؟ موضوع اصلی بحث این است که افزایش مخارج دولت تا چه اندازه باعث افزایش تورم می‌شود.
- اینکه آیا قرار گرفتن سطح بالای سهام (حدود ۶۵ درصد در سال ۲۰۱۷) در معرض نوسان شدید بازار سهام از نظر مالی ایمن است یا خیر. دیگران ادعا می‌کنند که تنوع زیاد و ماهیت طولانی مدت شدید سرمایه‌گذاری‌ها باعث کاهش ریسک می‌شود و به دلیل درصد پایین سرمایه‌گذاری در بازار سهام، دولت مقادیر قابل توجهی از پول را از دست می‌دهد.
- آیا سیاست سرمایه‌گذاری صندوق نفت اخلاقی است یا خیر.

## نگرانی‌ها و نتایج بالقوه
در مجموع نگرانی‌ها و تأثیرات پیش‌بینی‌شده صندوق‌های ثروت دولتی بر بازارهای مالی بین‌المللی و اقتصاد جهانی وجود دارد، به‌طوری‌که کارشناسان ترس شدیدی را در مورد بی‌ثباتی و حمایت‌گرایی ناشی از صندوق‌های ثروت دولتی ابراز می‌کنند. استدلال بی‌ثبات‌سازی، که اغلب توسط رولاند بک از بانک مرکزی اروپا ذکر می‌شود، این است که انگیزه‌های سرمایه‌گذاری غیربازاری ممکن است مدیران صندوق‌های دارایی دولتی را به تصمیم‌گیری‌هایی سوق دهد که برخلاف منطق بازار است و در نتیجه باعث ایجاد یک اثر موجی غیرمنتظره و بالقوه فاجعه‌بار شود. استدلال حمایتی، که در بالا در رابطه با حاکمیت و صندوق‌های ثروت مستقل ذکر شد، اساساً ترس از این است که صندوق‌های ثروت دولتی می‌توانند به شیوه‌ای غیر بازاری و حمایت‌گرایانه استفاده شوند، جایی که کشورهای رقیب جنبش‌های روزافزون تجارت آزاد ضد جهانی را تداوم بخشند. با این حال، با وجود این ترس‌ها، شواهد قوی نیز وجود دارد که نشان می‌دهد صندوق‌های دارایی دولتی بعید است که در خریدهای خود کرسی‌های هیئت مدیره را به دست آورند. بعلاوه، GPF-G نروژ بعید است که هیچوقت کرسی هیئت مدیره را در شرکتی که دفتر مرکزی آن در یکی از کشورهای OECD است، به دست آورد. علاوه بر این، برخی از کارشناسان به‌طور مستقیم با ترس در مورد اثر بی‌ثبات‌کننده صندوق‌های دارایی دولتی مخالفت می‌کنند و معتقدند که این صندوق‌ها ثبات مالی جهانی را افزایش می‌دهند، زیرا در خدمت افزایش تنوع مالکان وسایل مالی پرخطر هستند و قرار گرفتن در معرض شوک‌ها را در یک صنعت خاص به حداقل می‌رسانند، در حالی که به‌طور همزمان زیان مطلقی را که هر بازیگری در یک بخش اقتصادی خاص جهانی متحمل می‌شود، محدود می‌کند.

### شورای اخلاق
بخشی از بحث سیاست‌های سرمایه‌گذاری مربوط به کشف چندین مورد سرمایه‌گذاری توسط صندوق نفت در شرکت‌های بسیار بحث‌برانگیز است که در مشاغلی مانند تولید اسلحه، تنباکو و سوخت‌های فسیلی دخیل هستند. شورای مشورتی اخلاق صندوق نفت در ۱۹ نوامبر ۲۰۰۴ با فرمان سلطنتی تأسیس شد. بر این اساس، وزارت دارایی آیین‌نامه جدیدی را در مورد مدیریت صندوق نفت دولت صادر کرد که شامل دستورالعمل‌های اخلاقی نیز می‌شود.
طبق دستورالعمل‌های اخلاقی، صندوق بازنشستگی نروژ نمی‌تواند در شرکت‌هایی سرمایه‌گذاری کند که به‌طور مستقیم یا غیرمستقیم در قتل، شکنجه، سلب آزادی یا سایر موارد نقض حقوق بشر در شرایط درگیری یا جنگ نقش داشته باشند. برخلاف تصور عمومی، صندوق مجاز است در تعدادی از شرکت‌های تولید تسلیحات سرمایه‌گذاری کند، زیرا تنها برخی از انواع سلاح‌ها مانند سلاح‌های هسته‌ای توسط دستورالعمل‌های اخلاقی به عنوان هدف سرمایه‌گذاری ممنوع شده‌اند.
برای حمایت از فرایند غربالگری اخلاقی، شورای اخلاق با RepRisk ESG Business Intelligence، یک شرکت تحقیقاتی جهانی و ارائه‌دهنده داده‌های ریسک محیطی، اجتماعی و حاکمیتی (ESG) کار می‌کند. RepRisk شرکت‌های موجود در پورتفولیوی صندوق بازنشستگی نروژ را برای مسائلی مانند نقض شدید حقوق بشر، به ویژه در مورد کار کودکان، کار اجباری، و نقض حقوق فردی در مناطق درگیری و همچنین تخریب فاحش محیط زیست و فساد، رصد می‌کند. RepRisk از سال ۲۰۰۹ با شورای اخلاق کار می‌کند و در سال ۲۰۱۴ مجدداً در مناقصه ارائه داده‌های ESG برای ۲۰۱۴–۲۰۱۷ برنده شد.
تحقیقی توسط روزنامه تجاری نروژی Dagens Næringsliv در فوریه ۲۰۱۲ نشان داد که نروژ بیش از ۲ میلیارد دلار در ۱۵ شرکت فناوری سرمایه‌گذاری کرده‌است که این شرکت‌ها تولیدکننده فناوری‌هایی هستند که می‌تواند برای فیلتر کردن، شنود یا نظارت بر ارتباطات در کشورهای مختلف از جمله ایران، سوریه و برمه استفاده شود. اگرچه فناوری نظارت فعالیت اصلی همه ۱۵ شرکت نیست، اما همه آنها نوعی ارتباط با چنین فناوری داشته یا دارند. وزارت دارایی در نروژ اعلام کرد که سرمایه‌گذاری در این شرکت‌ها را پس نمی‌گیرد یا دربارهٔ حذف احتمالی شرکت‌های صنعت نظارت از سرمایه‌گذاری‌های خود بحث نخواهد کرد.
در ۱۹ ژانویه ۲۰۱۰، وزارت دارایی اعلام کرد که ۱۷ شرکت دخانیات از این صندوق مستثنی شده‌اند. مجموع سرمایه‌گذاری از این شرکت‌ها ۲ میلیارد دلار (۱۴٫۲ میلیارد کرون) بود، که این بزرگ‌ترین واگذاری ناشی از توصیه‌های اخلاقی در تاریخ صندوق است.
در مارس ۲۰۱۴، در نتیجه فشار داخلی و بین‌المللی، مجلس هیئتی را برای بررسی اینکه آیا صندوق باید دارایی‌های زغال سنگ خود را مطابق با دستورها اخلاقی سرمایه‌گذاری خود واگذار کند یا خیر منصوب کرد. این هیئت در دسامبر ۲۰۱۴ توصیه‌های خود را منتشر کرد و به صندوق توصیه کرد به جای واگذاری، از استراتژی مشارکت شرکتی پیروی کند. قرار بود مجلس در اوایل سال ۲۰۱۵ تصمیم خود را اتخاذ کند. در این صورت، صندوق ملزم به واگذاری بخشی از شرکت‌هایی است که حداقل ۳۰ ℅ از تجارت خود را از زغال سنگ استخراج می‌کنند.
در سال ۲۰۱۴، این صندوق محروم از سرمایه‌گذاری در ۵۳ شرکت زغال سنگ در سراسر جهان، از جمله ۱۶ شرکت در ایالات متحده (از جمله Peabody Energy، Arch Coal، و Alpha Natural Resources)، ۱۳ شرکت در هند (از جمله Coal India) و ۳ شرکت در چین شد. در نتیجه ارزش کل سرمایه‌گذاری زغال سنگ این صندوق با ۵ درصد کاهش به ۹٫۷ میلیارد دلار رسید. در سال ۲۰۱۴، این صندوق همچنین سهام خود را در ۵۹ شرکت از ۹۰ شرکت نفت و گازی که در آنها سهام دارد، به مبلغ ۳۰ میلیارد دلار فروخت.
در ۸ مارس ۲۰۱۹، وزارت دارایی واگذاری از هلدینگ‌های اکتشاف و تولید نفت و گاز خود را توصیه کرد. این امر پس از بیانیه لوفوتن در اوت ۲۰۱۷ صورت گرفت که خواستار رهبری در حذف تدریجی سوخت فسیلی جهانی از کشورهایی مانند نروژ بود که بیشترین هزینه را دارند.
انرژی سبز در حال تبدیل شدن به یک جنبه مهم برای صندوق بازنشستگی دولتی است، زیرا ذخایر سوخت فسیلی به اندازه گذشته ارزش تولید نمی‌کند. از سال ۲۰۱۹، دستورالعمل‌های جدید صندوق را از سرمایه‌گذاری در شرکت‌هایی که سالانه بیش از ۲۰ میلیون تن زغال سنگ تولید می‌کنند، منع می‌کند. این صندوق قصد دارد بیش از ۱۰ میلیارد دلار سهام شرکت‌هایی را که از سوخت‌های فسیلی بیش از حد استفاده می‌کنند، بفروشد. به امید بهبود اقتصاد نروژ، این شرکت با سرمایه‌گذاری در شرکت‌هایی که انرژی‌های تجدیدپذیر را ترویج می‌کنند، دوستدار محیط زیست می‌شود. به عنوان مثال، صندوق همچنان به سهامداری در شرکت‌هایی مانند شل با استفاده از بخش‌های انرژی‌های تجدیدپذیر ادامه خواهد داد.
در مارس ۲۰۲۱، گزارش شد که صندوق بازنشستگی دولتی در حال بررسی است که آیا شرکت‌های این صندوق از کار اجباری در اردوگاه‌های سین کیانگ استفاده کرده‌اند یا خیر.
در ۱ دسامبر ۲۰۲۱، رئیس اداره نظارت و انطباق صندوق، کارین اسمیت ایهناچو، به رویترز گفت که از شرکت‌های موجود در سبد سهام آن خواسته می‌شود اقدامات ویژه‌تری در مورد تغییرات آب و هوایی انجام دهند.

### شرکت‌های مستثنی شده
شرکت‌های زیادی از صندوق بازنشستگی دولتی نروژ به دلیل فعالیت‌های مغایر با دستورالعمل‌های اخلاقی حذف شده‌اند که از بین آن‌ها می‌توان به بوئینگ، بریتیش امریکن توباکو، گروه ای‌اف‌آی، بریک گولد، گروه دانفنگ موتور، ایرباس، سافران، سوزا کروز و سوئدیش مچ اشاره کرد.
صندوق تا زمانی که فروش پوزیشن‌های خود را کامل نکند، استثناء را اعلام نمی‌کند تا بر قیمت سهام در زمان معامله تأثیری نداشته باشد. در سال ۲۰۱۶، بانک نورگز تصمیم گرفت ۵۲ شرکت زغال سنگ را از این صندوق حذف کند.

### شرکت‌های بازگردانده شده
چندین شرکت که قبلاً حذف شده بودند، بعداً به صندوق بازگردانده شدند، زیرا شرکت‌ها دیگر در فعالیت‌هایی که منجر به حذف آنها شده بود، شرکت نداشتند. از این میان می‌توان به گروه تالس، اف‌ام‌سی، بی‌ای‌ئی سیستمز، لئوناردو اس.پی.ای. و یونایتد تکنالوجیز اشاره کرد.

### شرکت‌های «تحت نظارت»
به عنوان جایگزینی برای حذف کامل از صندوق، ممکن است شرکت‌ها «تحت نظارت» قرار گیرند تا به فشار بر شرکت برای بهبود کمک کنند. برای نمونه شرکت آلستوم در سال ۲۰۱۱ به دلیل خطر فساد فاحش در این لیست قرار گرفت. پیشنهاد شد که یک شرکت دیگر به نام گلدکورپ تحت نظارت مشابه قرار گیرد. گلدکورپ از سال ۲۰۱۹ با شرکت دیگری ادغام شد و دیگر وجود ندارد.

### سبد ارزی
در اکتبر ۲۰۱۰، صندوق روزانه ۶۰۰ میلیون کرون (۱۳۶٫۴ میلیون دلار تا اکتبر ۲۰۱۰) را برای خرید ارزهای خارجی هزینه کرد. این رقم در ماه نوامبر به ۸۰۰ میلیون کرون در روز افزایش خواهد یافت. این رویه در ژانویه ۲۰۱۱ به حالت تعلیق درآمد و در ۳۱ ژانویه اعلام شد که در فوریه نیز چنین خواهد بود.

## صندوق بازنشستگی دولتی - نروژ
صندوق بازنشستگی دولتی - نروژ (Statens pensjonsfond Norge , SPN) توسط قانون بیمه ملی (Folketrygdloven تأسیس شد در سال ۱۹۶۷ با نام صندوق طرح بیمه ملی (Folketrygdfondet). این نام همزمان با صندوق نفت سابق، در ۱ ژانویه ۲۰۰۶ تغییر کرد. همچنان توسط هیئت مدیره جداگانه و نهاد دولتی جداگانه اداره می‌شود که هنوز Folketrygdfondet نام دارد. . صندوق بازنشستگی دولتی - نروژ در پایان سال ۲۰۱۷ دارای ارزش ۲۴۰٫۲ میلیارد کرونه بود. برخلاف بخش جهانی، بخش داخلی صندوق باید سرمایه‌گذاری‌های خود را به شرکت‌هایی در بازار سهام نروژ، عمدتاً در بورس اوراق بهادار اسلو محدود کند. صندوق مجاز به داشتن بیش از ۱۵ درصد سود در هیچ‌یک از شرکت‌های نروژی نیست.